# Getzemaní
Getzemaní är en ort i Mexiko.   Den ligger i kommunen Siltepec och delstaten Chiapas, i den sydöstra delen av landet, 800 km sydost om huvudstaden Mexico City. Getzemaní ligger 1 742 meter över havet och antalet invånare är 123.
Terrängen runt Getzemaní är bergig österut, men västerut är den kuperad. Runt Getzemaní är det ganska tätbefolkat, med 83 invånare per kvadratkilometer. Närmaste större samhälle är El Porvenir de Velasco Suárez, 12,7 km öster om Getzemaní. I omgivningarna runt Getzemaní växer i huvudsak städsegrön lövskog.